# RecordMyDesktop
RecordMyDesktop ist eine freie, quelloffene Software zum Erstellen von Screencasts. Die Software wurde für Linux entwickelt und ist auf einfache Verwendbarkeit ausgelegt. Das Programm besteht aus einem Kommandozeilen-Programm, das die eigentliche Funktionalität implementiert und einem in Python implementierten grafischen Frontend, das in Versionen sowohl für gtk-recordMyDesktop (pyGtk) als auch für qt-recordMyDesktop (pyQt4) vorliegt.
RecordMyDesktop speichert im ogv-Dateiformat.